# シンガポール・ポスト
シンガポールポスト（SGX: S08）はシンガポールの郵便事業会社。通常、シングポスト（SingPost）と略される。シングテル（Singapore Telecommunications Limited）の関連会社。
シンガポールポストは郵便事業以外にも国内、国際的な運送業務、金融業務や集金代行業務なども行なっている。本部はシンガポールのパヤ・レバー（Paya Lebar）。
シンガポールポストのスローガンは、"Committed to delivery locally and beyond"。

## 歴史

### 初期

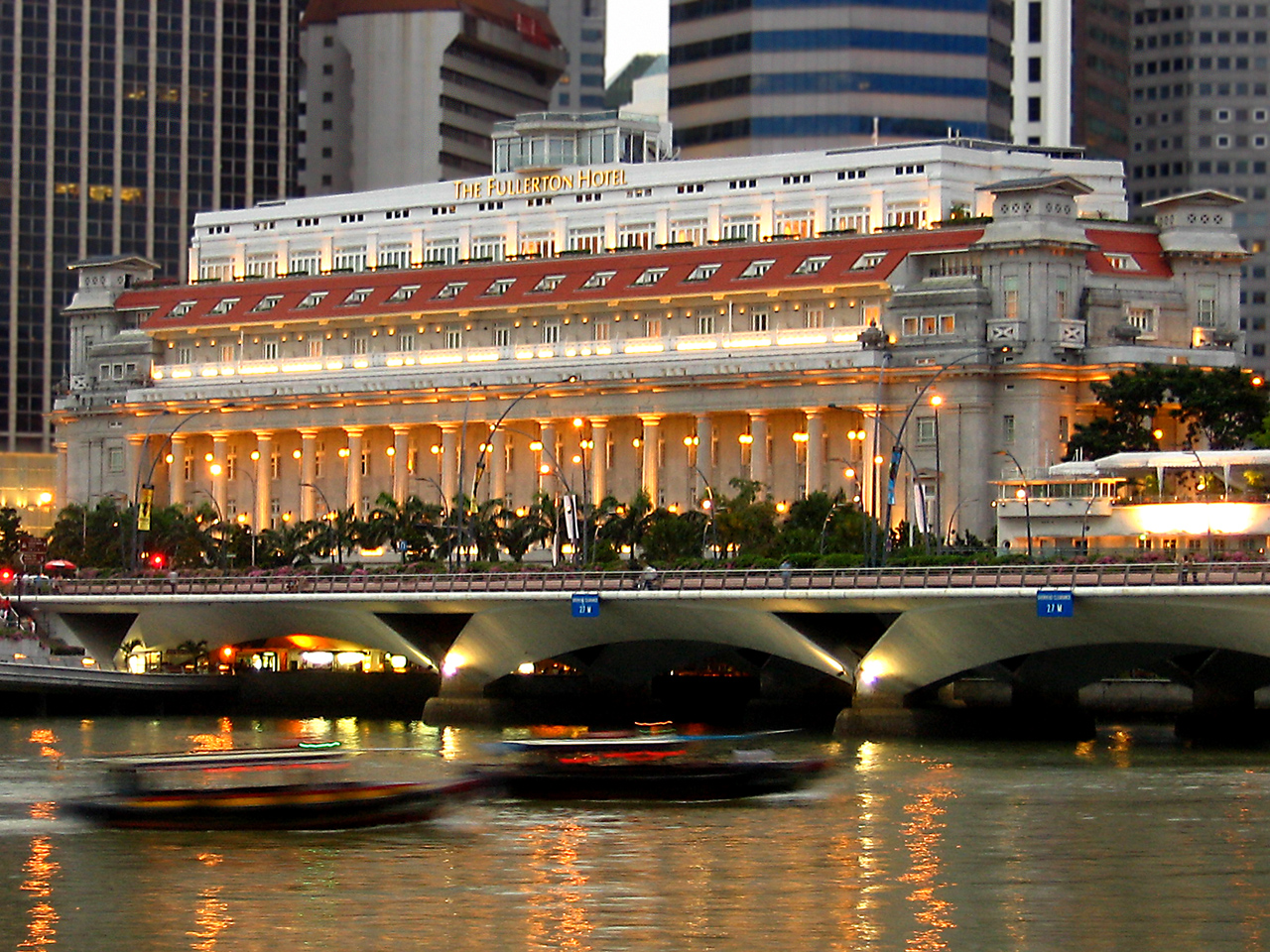
フラトンホテルになる以前のフォート・フラトンはジェネラルポストオフィスがあった。

郵便事業はスタンフォード・ラッフルズ（Sir Stamford Raffles）がシンガポールを発見したときまで遡る。当初は軍部によって行われてきたが、1823年にはマスターアテンダントによって行われることとなる。当時は郵便物の量も少なく、集配局はひとつしかなかった。後に郵便局として知られるようになるのは1930年代のことで、ヨーロッパ人の事務官1人、地元民の事務員1人、日雇い労働者1人が働く、マスターアテンダントの海事事務所の部屋を使ったものだった。
次第に郵便物が増えていき、1854年にタウンホール近くのシンガポール川のほとりに移転。シンガポール郵便局（Singapore Post Office）として知られ、後にジェネラルポストオフィス（General Post Office）と知られる事となる。しかし、この場所はビジネス街がシンガポール川の向こう岸にあったため、非常に不便であった。川を横断する歩道橋がかけられたのは1856年のことで通行料金は¼セントだった。
シンガポールの海上交通、郵便の量が激増し、1858年10月に郵便事業はマスターアテンダントの海事事務所と分離され、独立した部門となった。最初の切手が登場したのは1854年のことだったが、通常切手は使われていなかった。郵便物は郵便局での提出のみだったためすべて登録されており、また、郵便物がどの船にのってシンガポールにやってきたのかもすべて記録されていた。郵便を出すと全てレシートを発行していた。郵便を大量に出す人には一回一回の支払いが不便だったため、個々の郵便口座を作り、毎月郵便代を引き落としていた。
郵便を載せた船がつくとまず仕分け員が郵便物をアルファベット順に並べ、その後、配達員が牛車、馬、徒歩で配達した。配達は最初は都市部だけに限られていた。また、今まで発送する場合は郵便局に行かなければ行けなかったが、郵便ポストが登場し、馬車で回収していた。
1873年にビジネス街に近い現在のザ・フラトン・シンガポールの場所に新しい郵便局を建設し、移転した。しかし、イギリス政府は将来を予見しきれず、すぐに同じ場所に建て替えることとなり、1885年に新しい郵便局が建設された。

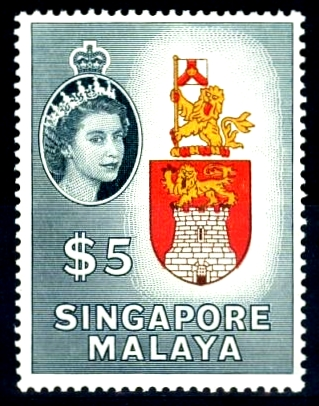
1955年発行の切手

1921年4月23日にビルの建て替えのために整地したばかりであったコリヤー・キー（Collyer Quay）に仮移転、新しいビルは1928年7月23日に完成した。このビルは現在のザ・フラトン・シンガポールで初代海峡植民地総督であるロバート・フラトンに因んでフラトンビルディングと名付けられた。フラトンビルは上海にあった建築会社キース&ドウズウェルにより設計され、当時としては大規模な建築とドーリア式の円柱などに特徴のあるパラディアン様式の建物として、シンガポールの代表的な存在となった。
19世紀後半にシンガポールの郵便事業は現代的な発展を遂げ、小包配送、銀行業務などに拡大していった。1897年に郵便局の支店が建設され、1936年には20の支店を展開していた。郵便物量は飛躍的に伸び、馬車での郵便物回収は1914年に自動車に置き換えられた。

### 近代

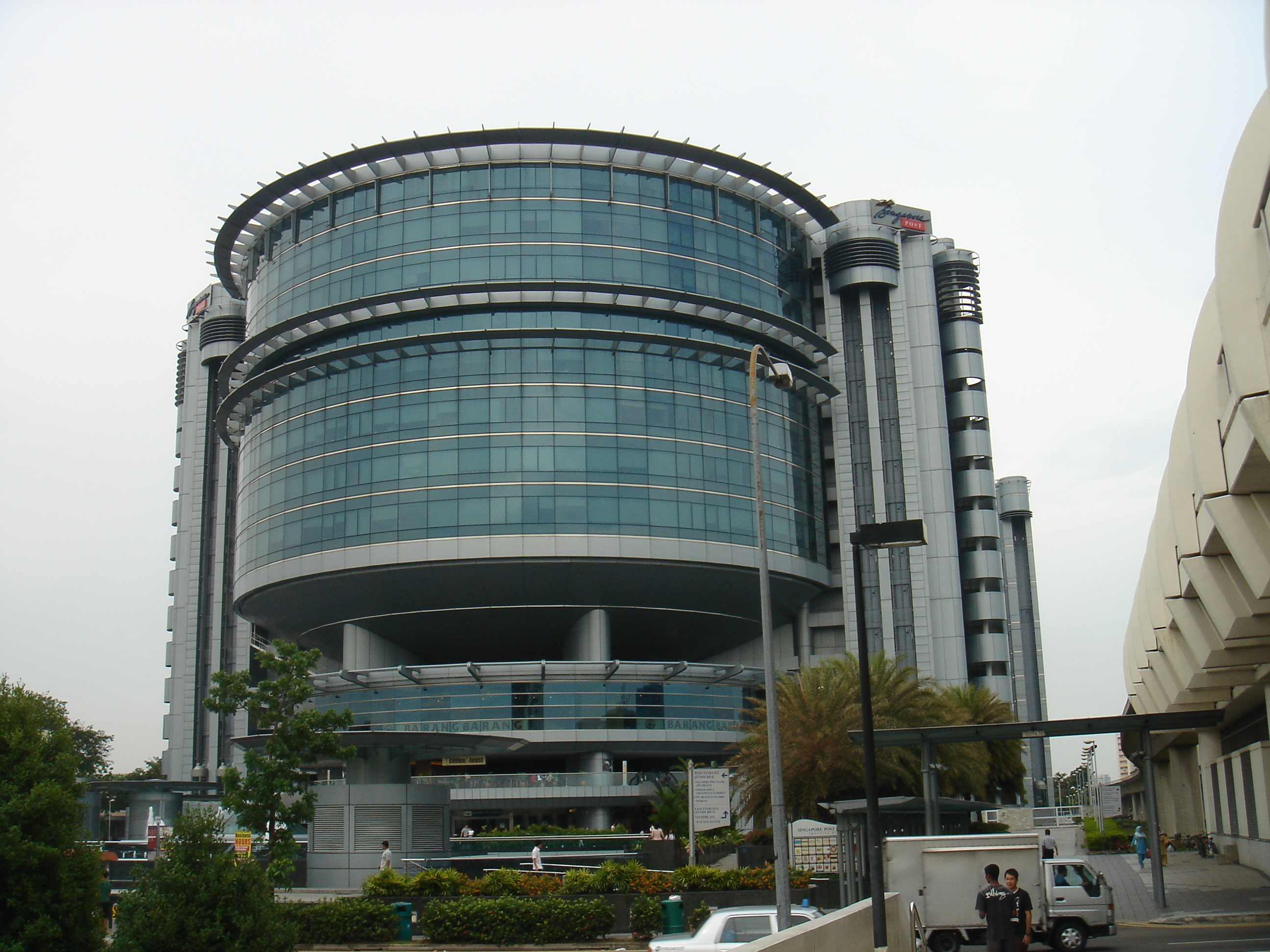
パヤ・レバーにある本部

1982年に郵便事業部（Postal Services Department）は通信庁（Telecommunication Authority of Singapore, Telecoms）と統合し、
その後1992年に通信庁を3つの部門に分割した。
- 現在の情報通信発展庁（Infocomm Development Authority of Singapore）の一部であるTelecommunication Authority of Singapore（TAS）
- 現在のシングテル（Singapore Telecommunications Limited）であるSingapore Telecommunications Private Limited
- シンガポール・ポスト（Singapore Post Private Limited）

1992年にTelecommunication Authority of Singaporeがシンガポールポストに対して郵便事業免許を発行した。
シンガポール・ポスト（Singapore Post Limited）は2003年5月13日にシンガポール証券取引所に上場した。
2010年では62の郵便局、8,907の郵便ポストをシンガポール中に設置している。

## 宛名の書き方
シンガポール・ポストは以下の住所の書き方を推奨している。
| 例                                                                                               | 説明                                                                                     |
| ------------------------------------------------------------------------------------------------ | ---------------------------------------------------------------------------------------- |
| Ms. Tan Bee Soo 16 Sandilands Road SINGAPORE 546080 REP. OF SINGAPORE                            | 宛名 番地と通りの名前 街の名前（通常はシンガポール） + 郵便番号                          |
| Mr. M. Rajendran Blk 35 Mandalay Road # 13–37 Mandalay Towers SINGAPORE 308215 REP. OF SINGAPORE | 宛名 番地と通りの名前 # 階 – 番号 + ビルの名前 街の名前（通常はシンガポール） + 郵便番号 |

通常、最後のREP. OF SINGAPOREは国内便であれば不要